# Лайонс, Эдмунд, 1-й барон Лайонс
Эдмунд Лайонс, 1-й барон Лайонс (с 23 июня 1856) (англ. Edmund Lyons, 1st Baron Lyons; 21 ноября 1790 — 23 ноября 1858) — британский морской начальник, вице-адмирал (19 марта 1857), участник Крымской войны.

## Биография

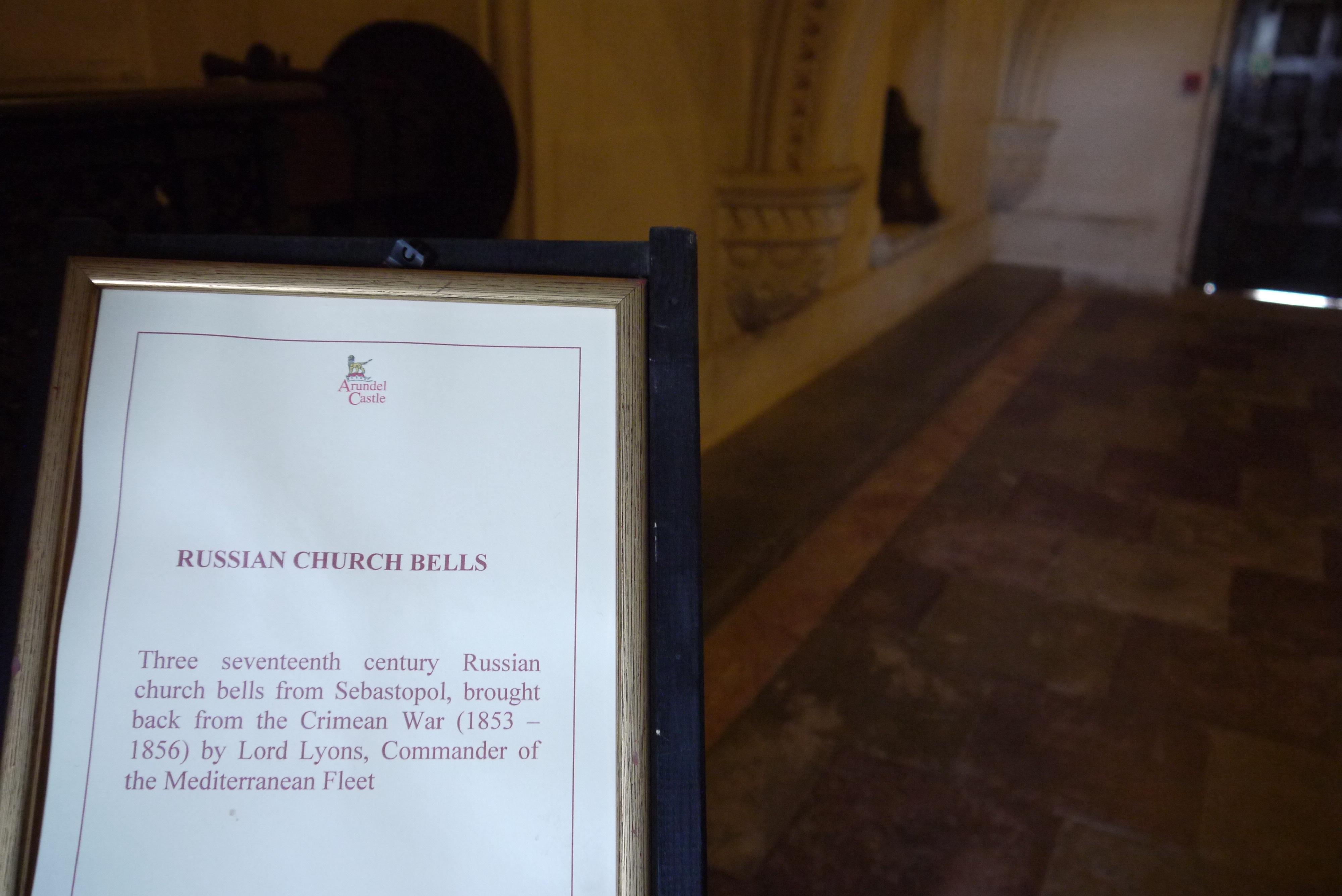
Трофеи Лайонса из Севастополя в замке Арундел — русские церковные колокола

Поступил на службу в королевский флот в 1803 году; командовал 18-пушечным бриг-шлюпом «Барракуда» во время военных действий на море против Голландии в Вест-Индии в 1810—1811 годы; в 1814 году командовал корветом «Ринальдо»; в 1815 ушел в отставку.
Поступил в Форин-офис и служил посланником в Афинах, Швейцарии и Швеции. В 1828 году вернулся на флот и принимал участие в Средиземноморской кампании 1828—1833 годов: командовал фрегатами «Блонд» и «Мадагаскар», в 1829 году крейсировал в Чёрном море.
В 1853 году по протекции военно-морского министра лорда Грэма был назначен вторым после адмирала Джеймса Дандаса командующим британскими морскими силами в Средиземном море в чине контр-адмирала; участвовал в первой бомбардировке Севастополя После отозвания лорда Дандаса в январе 1857 года Лайонс был назначен главнокомандующим британского флота.
6 (18) июня 1855 британский флот по его непосредственным руководством подверг бомбардировке Севастополь; к числу заслуг Лайонса следует отнести взятие Керчи и Кинбургский десант: 17-го октября высадившиеся с кораблей союзники взяли Кинбурн. В 1856 году Лайонс был возведён в пэры; в 1857 году был произведен в вице-адмиралы.
После окончания Крымской войны Лайонс вывез из Севастополя в качестве трофеев церковные колокола, датируемые 17-м веком, которые хранятся по настоящее время в фамильном замке Арундел в Сассексе.
В 1854 году английский корвет «Миранда» (HMS Miranda) под командованием сына Лайонса — Эдмунда Мобри Лайонса, полностью разрушил Кольский острог с Воскресенским собором в ходе военных действий на Белом море, сам же Мобри Лайонс погиб в конце Крымской кампании.